# ベアトリスとベネディクト

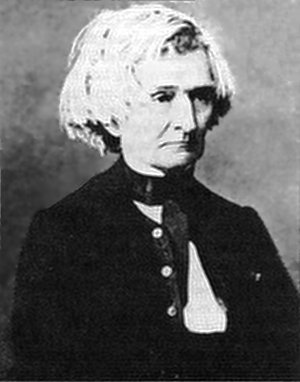
ベルリオーズの最後の写真（1868年）

『ベアトリスとベネディクト』（Béatrice et Bénédict ）は、エクトル・ベルリオーズが作曲した2幕からなるオペラ。1860年から1862年にかけて作曲され、ベルリオーズが最後に完成した大作となった（この作品の後に書かれたのは2、3の声楽曲のみである）。「シェイクスピア風のオペラ」（Opéra imité de Shakespeare ）と銘打っており、シェイクスピアの戯曲『空騒ぎ』を原作としてベルリオーズ自身がフランス語のリブレットを書いた。

## 作曲と初演
1860年の夏、ベルリオーズはバーデン＝バーデンの音楽祭に赴いた際、音楽祭の主催者で同地のカジノの支配人であったエドゥアール・ベナゼから、新たに建設される劇場のための短いオペラの作曲を依頼された。ベルリオーズはこの依頼を受けると、ローマ留学を終えて間もない1833年に着想したもののそれきりになっていた『空騒ぎ』のオペラ化を実現することに決め、パリへ戻るとただちに作曲に取りかかった。持病や評論の仕事、本作以前に完成していたオペラ『トロイアの人々』の上演交渉などで作曲はしばしば中断したが、約1年半後の1862年2月に完成した。
初演は1862年8月9日、バーデン＝バーデンの新劇場で、ベルリオーズ自身の指揮によって行われた。パリの初演はベルリオーズの死後、1890年のことになった。

## 作品の概要と評価
ベルリオーズは『空騒ぎ』の5幕17場から題材を厳選して、プロットや構成の単純な、序曲と2幕2場からなる小規模なオペラを作っている。『ベアトリスとベネディクト』はベルリオーズの辛辣な機知と健全なユーモアを実証するものである。微妙な心理の駆け引きを交わす恋人たちの若々しい輝きに縁取られたこの音楽は、繊細な味わいとみずみずしさ、それにきらめく陽気さを備えている。
『ロマン派の音楽』を著したR.M.ロンイアーによれば『ベアトリスとベネディクト』は「彼の最後のオペラであるが、最良の伝統における器用なオペラ・コミックであり、舞台の限界に最も良く適応したベルリオーズのオペラである。音楽での別れの挨拶として、これはヴェルディの『ファルスタッフ』に比すべきものであり、やさしく、なぞめいたユーモアをもつ傑作としてベートーヴェンの作品135（第16番）の四重奏曲の最終楽章にも匹敵するものである」。
ベルリオーズが芸術的に最も影響を受けたのは、作曲家たちよりもシェイクスピアからであったと思われるが、その影響を直接的に表した作品とも考えられる。ロマン主義はしばしば虚無主義に行き着くと言われる。フランス・ロマン主義音楽を代表するベルリオーズであるが、恋愛に苦しみ続け、社会から孤立し打ちひしがれた晩年の虚無的な心境を表している。
時代に先行したため、同時代人の無理解に苦しんだベルリオーズのオペラであるが、21世紀に至って上演回数は英語圏を中心に増加している。

## 上演状況
- 1936年3月24日、エリック・チスホルムがグラスゴーで英国初演を実施した。
- ポール・バスティードが1941年に名高い「ベアトリスとベネディクト」のストラスブールでの公演を指揮した。1966年にはピエール・デルヴォーがパリ・オペラ＝コミック座でトニー・オーバンによるレシタティヴ付きで上演した。
- 1990年1月25日、イングリッシュ・ナショナル・オペラがアン・マレイとフィリップ・ラングリッジ夫婦の主役コンビでプロダクションを披露している。
- 1991年9月、ビエンナール・ド・ラ・ミュジック・フランセーズ、モーリス・ラヴェル・オーディトリアム、リヨン歌劇場管弦楽団＆合唱団により上演された。演出：ピエール・バラ、指揮：ジョン・ネルソン、歌手：エレーヌ・ペラギン（ベアトリス）、ダニエル・ボルスト（エロー）、ジャン＝リュック・ヴィアラ（ベネディクト）、キャサリン・ロビン（ユルシュール）、トマ・テリュル（クラウディオ）、ピエール・トウ（ドン・ペドロ）。このプロダクションはトゥールーズ歌劇場およびナント歌劇場との共同制作で、パリでもコンサート形式ながら上演され、ライヴ録音もされCD発売。
- 2001年、ウェールズ・ナショナル・オペラが各地をツアーしての上演を行ったほか、アムステルダムでも上演された。
- 2003年にはプラハ国立歌劇場で上演された。1998年と2004年にはサンタフェ・オペラで、2005年はストラスブールで、2007年はシカゴ・リリック・オペラ、2008年はヒューストン・グランド・オペラが英語での上演を実施している[5]。
- 2004年12月、サンタフェ・オペラにより上演された。演出：ティム・オルベリー、指揮：ケネス・モンゴメリー、歌手：ユードラ・ブラウン（ベアトリス）、セレーナ・シェーファー（エロー）、ウィリアム・バーデン（ベネディクト）、ジル・グロ－ヴ（ユルシュール）、英語上演[6]。
- 2010年2月にはパリ・オペラ＝コミック座でエマニュエル・クリヴィヌが指揮している。ラ・シャンブル・フィルハーモニックおよびレ・ゼレマン、演出：ダン・ジャメット、指揮：エマニュエル・クリヴィヌ、歌手：クリスティーン・ライス（ベアトリス）、サンドリーヌ・ピオー（エロー）、アラン・クレイトン（ベネディクト）、エドウィン・クロスリー＝マーシー（クラウディオ）、ジェロ－ム・ヴァルニエ（ドン・ペドロ）[7]。
- 2011年はボストン・オペラ、2013年はアン・デア・ウィーン劇場で上演された。
- 2015年は7月にスウェーデンのレッコ城にて、サイモン・フィップスの指揮、カタリーナ・グノスペリウスの演出によって、スウェーデン語の翻訳版によって上演された。
- 2016年1月から4月にかけてはルツェルン劇場にて、ベアトリス・ラショッセーの演出によって上演された。
- 2016年3月/4月にはブリュッセルのモネ劇場にてリシャール・ブリュネルの演出、ジェレミー・ロレール及びサミュエル・ジャンの指揮での上演された。
- 2016年7月/8月にはグラインドボーン音楽祭にてロラン・ペリー演出、アントネッロ・マナコルダ指揮(ロビン・ティチアーティは療養のため降板)、ステファニー・ドゥストラック（ベアトリス）、ポール・アップルビー（ベネディクト）、エレーヌ・ギルメット（エロー）, フレデリック・カトン（ドン・ペドロ）、ロンドン・フィルハーモニー管弦楽団の演奏にて上演された[8][9]。この公演はブルーレイ及びDVDになっている[10]。
- パリ・オペラ座では、2017年3月24日にベルリオーズのオペラ・サイクルの一環として、フィリップ・ジョルダンの指揮、スティーブン・テイラーによるセミ・ステージ演出、スタニスラス・ド・バルベイラック（ベネディクト）、ステファニー・ドゥストラック（ベアトリス）、サビーヌ・ドゥヴィエル（エロー）ほかの配役での上演が発表された[11]。
- 日本では1995年6月にパナソニック・グローブ座にて松岡究の指揮、松尾洋の演出、水島恵美、林正子、小林彰英、田代誠、星洋二、吉田伸昭らの歌唱にて東京オペラ・プロデュースによって上演された[12]（1998年10月になかのZERO大ホールにて再演[13][14]）。
- 2015年8月には「セイジ・オザワ松本フェスティバル」にてギル・ローズ（小澤征爾は怪我により降板）の指揮、コム・ドゥ・ベルシーズの演出により上演された[15]。

## 編成
フルート2（ピッコロ1持ち替え）、オーボエ2（コーラングレ1持ち替え）、クラリネット2、ファゴット2、ヴァルヴホルン2、ナチュラルホルン2、ヴァルヴトランペット2、コルネット1、トロンボーン3、ティンパニ、大太鼓、シンバル、タンブリン、ギター、ハープ2、弦五部

## 登場人物
- ドン・ペドロ：シチリア軍の司令官（バス）
- クラウディオ：司令官の副官（バリトン）

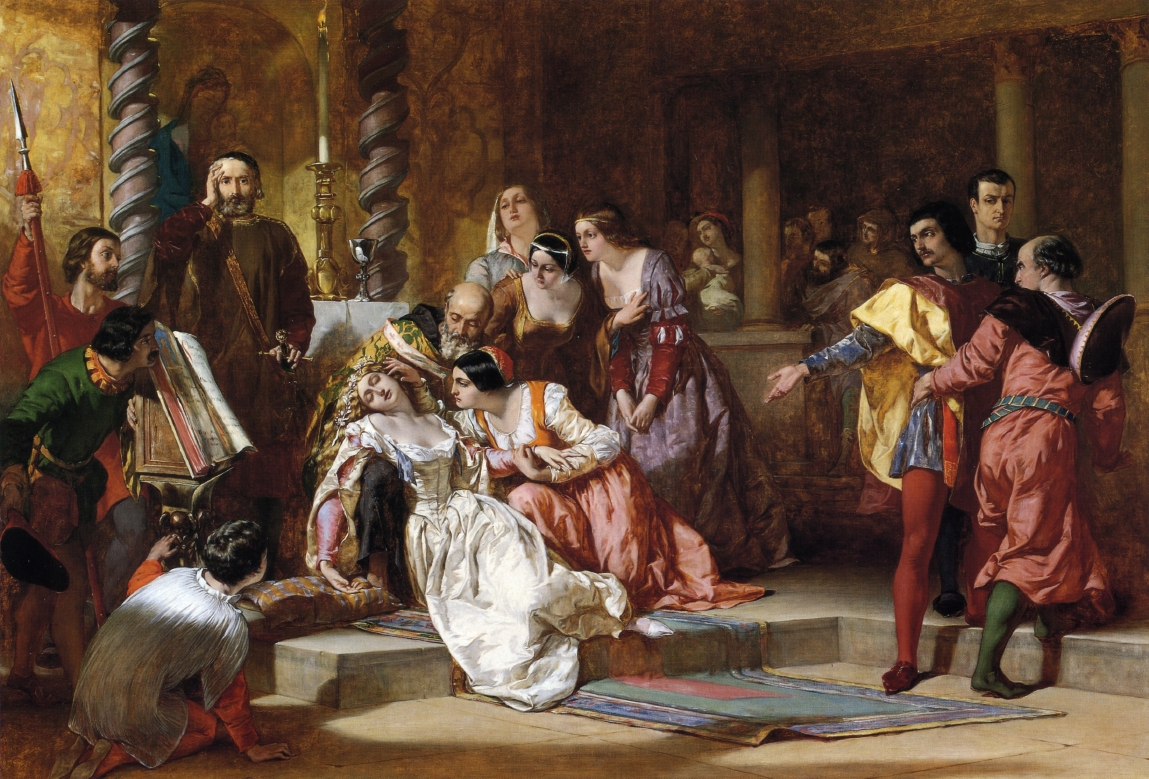
アルフレッド・エルモアによる 『空騒ぎ』

- ベネディクト：シチリア軍の将校、クラウディオの友人（テノール）
- レオナート：メッシーナの総督（語り）
- エロー：レオナートの娘（ソプラノ）
- ベアトリス：レオナートの姪（ソプラノ）
- ソマローネ：楽長（バス）
- ユルシュール：エローの侍女（メゾソプラノ）
- 使者
- 書記
- 召使（2名）
- 楽師たち
- 合唱：混声6部合唱（ソプラノ2部、テノール2部、バス2部）
- シチリアの人々、総督の宮殿の紳士淑女

## あらすじ

### 第1幕 メッシーナ総督の宮殿の庭
アラゴンの王子であるドン・ペドロはムーア人に対して軍事的に勝利し、シチリア島全島をあげての祝祭ムードで彼の帰還を待っている。その勝利の後、ドン・ペドロはメッシーナを訪問しているのである。彼は2人の友人や仲間の兵士であるクラウディオとベネディクトと一緒である。ドン・ペドロたちはメッシーナの知事であるレオナートとその娘エロー、姪のベアトリスにより出迎えられている。
エローは婚約者であるクラウディオの無事と、彼の活躍への報酬を伴った帰還を待っている。ベアトリスはベネディクトにいろいろ話を聞いたり、「ベネディクトの功績の前にはアレキサンダー大王やシーザーの偉業もかすむわね」などと嘲ったりする。彼らは以前会っている間柄なのだが、互いに侮辱し合い、なじり合う。ベネディクトは自分が結婚しないことを自分の友人に誓う。その後、クラウディオとドン・ペドロはベネディクトをだましてベアトリスと結婚させることを企む。レオナートは、話がベネディクトに聞かれていることを知りつつ、ベアトリスがベネディクトを愛していることをペドロに保証する。それを聞いたベネディクトはベアトリスの愛が報われない結末にしてはならないと考え、そのため、彼は彼女にアプローチすることを決心する。ベアトリスに愛されていると聞かされ、舞い上がったベネディクトはロンド「彼女を愛そう」を歌う。
一方、別の場所では、エローと彼女の付き人であるユルシュールは、ベネディクトは今密かにベアトリスと恋していると思わせ、ベアトリスに同様の罠にはめることを企む。エローはクラウディオと一緒になれる幸せに感動し、ユルシュールと女声2重奏の美しいノクチュルヌ「澄み切った静かな夜よ」を歌って幕となる。

### 第2幕 メッシーナ総督の宮殿の広間
レオナートは棚上げになっていたエローとクラウディオの結婚を祝うために、仮面舞踏会を開催する。宮廷楽師であるソマローネが夜の結婚式のために皆に合唱の指導をしている。人々のさざめきの中で、ソマローネは即興の歌「シラクサのワイン」を歌う。自分がベネディクトに恋してしまったことに気付いたベアトリス以外は皆、各々に楽しんでいる。ここで、ベアトリスがアリア「ああ、何ということを聞いてしまったのかしら」を歌う。エローはユルシュールを伴って、結婚しようとしている花嫁の幸せを歌っている。
ベネディクトが現れ、ベアトリスと会話を交わすが、互いに自らの愛情を隠し、素直に表現できない。やがて公証人が現れ、クラウディオとエローの厳かな結婚式を挙げる。そして、レオナートは計画した通り、ここには別のもう一組のカップルがいるはずだから、前方に来るようにと求める。ベネディクトはベアトリスに彼の愛を宣言するために勇気を奮い起こす。2人は互いが全く愛していないことを確認し合い、結婚するのはただ同情と憐みからお情けで結婚してやるという強い気持ちを伝える。2人は結婚式の契約に署名し、「結婚した男、ベネディクトここにあり」と剽軽な悲痛さを帯びた皮肉な歌が大合唱される。
ドラマは「今日は休戦に署名しよう、明日は再び敵になるでしょう」の言葉で終わる。

## 上演時間
序曲と第1幕：約64分、第2幕：約36分。計：約1時間40分。

## 録音・録画
| 指揮者                   | 管弦楽団・合唱団                                          | 配役 | 録音年 | レーベル            | 備考 |
| ------------------------ | --------------------------------------------------------- | --- | ------ | ------------------- | --- |
| コリン・デイヴィス       | ロンドン交響楽団 ザ・セント・アンソニー・シンガーズ       | ジョン・ミッチンソン ジョゼフィン・ヴィージー ヘレン・ワッツ ジョン・キャメロン ジョン・シャーリー＝カーク 他                                                               | 1962   | L'Oiseau-lyre       | 会話部分無し、ナレーション無し                                                                                     |
| コリン・デイヴィス       | ロンドン交響楽団 ジョン・オールディス合唱団               | ロバート・ティアー ジャネット・ベイカー ヘレン・ワッツ トーマス・アレン ロバート・ロイド ジュール・バスタン 他                                                              | 1969   | フィリップス        | 会話部分あり、ナレーション無し                                                                                     |
| ダニエル・バレンボイム   | パリ管弦楽団 パリ管弦楽団合唱団                           | プラシド・ドミンゴ イヴォン・ミントン ロジェ・ソワイエ イレアナ・コトルバス ナディーヌ・ドニーズ ジョン・マカーディ ディートリヒ・フィッシャー＝ディースカウ 他             | 1981   | DG                  | 会話部分無しだが、フランス語のナレーション付き                                                                     |
| ジョン・ネルソン         | リヨン歌劇場管弦楽団＆合唱団                              | ジャン＝リュック・ヴィアラ スーザン・グラハム ジル・カシュマイユ キャサリン・ロビン シルヴィア・マクネアー ガブリエル・バキエ ヴァンサン・ル・テキシエ フィリップ・マニャン | 1991   | Erato               | 会話部分有り、フランス語のナレーション付き、全曲盤                                                                 |
| コリン・デイヴィス       | ロンドン交響楽団 ロンドン・シンフォニー合唱団             | エンケレージャ・シュコーサ ケネス・ターヴァー スーザン・グリットン サラ・ミンガルド デイヴィッド・ウィルソン＝ジョンソン、ロラン・ナウリ ディーン・ロビンソン 他            | 2000   | LSO Live            | 会話部分無し、ナレーション無し                                                                                     |
| アントネッロ・マナコルダ | ロンドン・フィルハーモニー管弦楽団 グラインドボーン合唱団 | ステファニー・ドゥストラック ポール・アップルビー ゾフィー・カルトホイザー カテリーナ・ブラディック フィリップ・スライ リオネル・ロート フレデリック・カトン 他             | 2016   | Opus Arte *classic* | 演出・衣装：ロラン・ペリー グラインドボーン音楽祭でのライヴ録画 特典映像『ベアトリスとベネディクト：傑作の再発見』 |